# Steve DiGiorgio
Steve Di Giorgio, właśc. Steven Di Giorgio (ur. 7 listopada 1967 w Waukegan w stanie Illinois) – amerykański muzyk, kompozytor, wokalista i multiinstrumentalista, a także producent muzyczny, wirtuoz gitary basowej. Steve Di Giorgio rozpoczął działalność artystyczną w 1984 roku w thrashmetalowym zespole Sadus, w którym pełni funkcję basisty i keyboardzisty. Do 2006 roku wraz z grupą nagrał sześć albumów studyjnych. W latach późniejszych związał się z deathmetalowymi zespołami Autopsy i Death. Występy w tym ostatnim przyniosły instrumentaliście uznanie i popularność na scenie muzyki heavymetalowej. W międzyczasie tworzył także w ramach jazzowej formacji Dark Hall.
W latach późniejszych Di Giorgio współpracował z licznymi zespołami i muzykami, m.in. z takimi jak: Vintersorg, Control Denied, Obscura, Painmuseum, James Murphy, Soen, Dragonlord, Iced Earth, Artension, Quo Vadis, Lunaris, Freak Neil Inc., Scariot, Sebastian Bach & Friends, Heathen, Faust, Futures End, Memorain, Synesis Absorption, Anatomy of I, Christian Muenzner, Johnny Newman, Roger Staffelbach's Angel of Eden, Charred Walls of the Damned, Ephel Duath, Obituary i Testament.
Jako jeden z niewielu muzyków heavymetalowych gra na bezprogowej gitarze basowej.

## Dyskografia
| Autopsy - Severed Survival (1989, Peaceville Records) - Fiend for Blood (1992, Peaceville Records) Death - Human (1991, Relativity Records) - Fate: The Best of Death (1992, Combat Records) - Individual Thought Patterns (1993, Relativity Records) Testament - The Gathering (1999, Spitfire Records) - First Strike Still Deadly (2001, Spitfire Records) - Brotherhood of the Snake (2016, Nuclear Blast) - Titans of Creation (2020, Nuclear Blast) Vintersorg - Visions from the Spiral Generator (2002, Napalm Records) - The Focusing Blur (2004, Napalm Records) Painmuseum - Metal for Life (2005, C.M.M.) - You Have the Right to Remain Violent (2006, C.M.M.) Roger Staffelbach's Angel of Eden - The End of Never (2007, Avalon Online) |  | Roadrunner United - The All-Star Sessions (2005, Roadrunner Records) Inne - James Murphy – Feeding the Machine (1999, Shrapnel Records) - Control Denied – The Fragile Art of Existence (1999, Nuclear Blast) - Dragonlord – Rapture (2001, Spitfire Records) - Iced Earth – Horror Show (2001, Century Media Records) - Artension – Future World (2004, Avalon Online) - Quo Vadis – Defiant Imagination (2004, Fusion3) - Lunaris – Cyclic (2004, Elitist Records) - Freak Neil Inc. – Characters (2005, Lion Music) - Scariot – Momentum Shift (2007, FaceFront Records) - Sebastian Bach & Friends – Angel Down (2007, Merovingian Music) - Heathen – The Evolution of Chaos (2009, Mascot Records) - Faust – From Glory to Infinity (2009, Paragon Records) - Futures End – Memoirs of a Broken Man (2009, Nightmare Records) - Memorain – Evolution (2011, Pulverised Records) - Anatomy of I – Substratum (2011, Red Nautilus) - Christian Muenzner – Timewarp (2011, wydanie własne) - Johnny Newman – More Than Ever (2011, wydanie własne) - Megadeth - The Sick, the Dying... and the Dead! (2022) |